# Berthe Noufflard
Berthe Noufflard (1886-1971) est une artiste-peintre française.

## Biographie
Berthe Langweil naît le 5 juillet 1886 dans le 9e arrondissement de Paris.
Sa mère reçoit dans son salon Jacques-Émile Blanche, Henri Rivière et Alexis Rouart.
Elle devient l'élève de Jacques-Émile Blanche. Elle expose au Salon de la société nationale des beaux-arts à partir de 1907, ainsi que plus tard au salon d'automne. Elle étudie en 1910 à la Grande-Chaumière avec Lucien Simon et fait la connaissance de son futur mari.
Le 27 avril 1911, elle épouse le peintre André Noufflard,. De cette union sont issues: Henriette (née à Florence en 1915) et Geneviève (née à Paris en 1920), future flûtiste.
Les Noufflard acquièrent une propriété à Fresnay-le-Long qui sera leur havre toute leur vie. Ils voyagent fréquemment en Italie et achètent une maison près de Florence, à Broncigliano, qui sera vendue en 1922. Le reste de l'année, ils vivent dans l'hôtel particulier de Mme Langweil, rue de Varenne. Le couple est lié avec Violet Paget, dont il fait la connaissance en Italie et qui fera de fréquents séjour à Fresnay-le-Long et tisse des liens d'amitiés avec Alexandre Benois à partir de 1931.
Sous l'égide de la Fondation de France, le prix André et Berthe Noufflard récompense un jeune artiste figuratif de moins de 45 ans qui s'exprime au moyen de la peinture à l’huile. Il est décerné depuis 1985.
Elle meurt le 11 octobre 1971 en son domicile dans le 7e arrondissement.

## Œuvres
- Miss Mabel Robinson écrivant, musée des beaux-arts de Rouen[8]
- Portrait de Catherine et Marie (dite Yoyo) Lemoinne, musée des Beaux-Arts de Rouen[9]
- Portrait de Madame Jacques-Emile Blanche, 1912, musée des Beaux-Arts de Rouen[10]
- Autoportrait à la palette, 1913-1914[2]
- Le Carnaval (Souvenir d'un ballet russe), exposé au Salon de la Société des Beaux-Arts en 1911, musée Carnavalet[11]
- Le petit Chaperon rouge, 1916, Musée des arts décoratifs de Paris, département des jouets[12]

On trouve aussi de nombreuses œuvres d'André et Berthe Noufflard dans The Noufflard Collection du musée The Dixon Gallery and Gardens à Memphis.